# Liste der Biografien/Schuu
Liste der Biografien |
Portal Biografien |
Personensuche
# |
A |
B |
C |
D |
E |
F |
G |
H |
I |
J |
K |
L |
M |
N |
O |
P |
Q |
R |
S |
T |
U |
V |
W |
X |
Y |
Z |
?
 
Sa |
Sb |
Sc |
Sd |
Se |
Sf |
Sg |
Sh |
Si |
Sj |
Sk |
Sl |
Sm |
Sn |
So |
Sp |
Sq |
Sr |
Ss |
St |
Su |
Sv |
Sw |
Sy |
Sz
 
Sca–Sce |
Sch |
Sci–Scz
 
Scha |
Schc |
Schd |
Sche |
Schg |
Schi |
Schj |
Schk |
Schl |
Schm |
Schn |
Scho |
Schp |
Schr |
Schs |
Scht |
Schu |
Schv |
Schw |
Schy
 
Schua |
Schub |
Schuc |
Schud |
Schue |
Schuf |
Schug |
Schuh |
Schui |
Schuk |
Schul |
Schum |
Schun |
Schuo |
Schup |
Schuq |
Schur |
Schus |
Schut |
Schuu |
Schuv |
Schuw |
Schuy |
Schuz
Die Liste der Biografien führt alle Personen auf, die in der deutschsprachigen Wikipedia einen Artikel haben. Dieses ist eine Teilliste mit 21 Einträgen von Personen, deren Namen mit den Buchstaben „Schuu“ beginnt.

## Schuu

### Schuud
- Schuudertsetseg, Baatarsuren (* 1971), mongolische Journalistin, Autorin, Filmemacherin

### Schuur
- Schuur, Diane (* 1953), US-amerikanische Jazzsängerin und Jazz-Pianistin
- Schuur, Heinrich (* 1937), deutscher Flottillenadmiral der Bundesmarine
- Schuurbiers, Kim (* 1991), niederländische Handballspielerin
- Schuurhuis, Rien (* 1982), niederländischer Radrennfahrer
- Schuuring, Cor (* 1942), niederländischer Radrennfahrer
- Schuurman, Adriaan (1904–1998), niederländischer Kirchenmusiker, Liturgiker und Musikpädagoge
- Schuurman, Barend (1938–2019), niederländischer Chorleiter und Musikpädagoge
- Schuurman, Carol (1934–2009), niederländischer Fußballspieler
- Schuurman, Delano (* 2000), südafrikanischer Eishockeyspieler
- Schuurman, Glenn (* 1991), niederländischer Hockeyspieler
- Schuurman, Katja (* 1975), niederländische Schauspielerin
- Schuurman, Medina (* 1969), niederländische Schauspielerin
- Schuurman, Renée (1939–2001), südafrikanische Tennisspielerin
- Schuurman, Tollien (1913–1994), niederländische Sprinterin und Weitspringerin
- Schuurmans, Constant (1914–2003), belgischer Diplomat
- Schuurmans, Daan (* 1972), niederländischer Schauspieler
- Schuurmans, Jared (* 1987), US-amerikanischer Diskuswerfer
- Schuurmans, Maaike (* 1967), niederländische Schauspielerin und Musicaldarstellerin
- Schuurs, Demi (* 1993), niederländische TennisspielerinDemi Schuurs (* 1993)

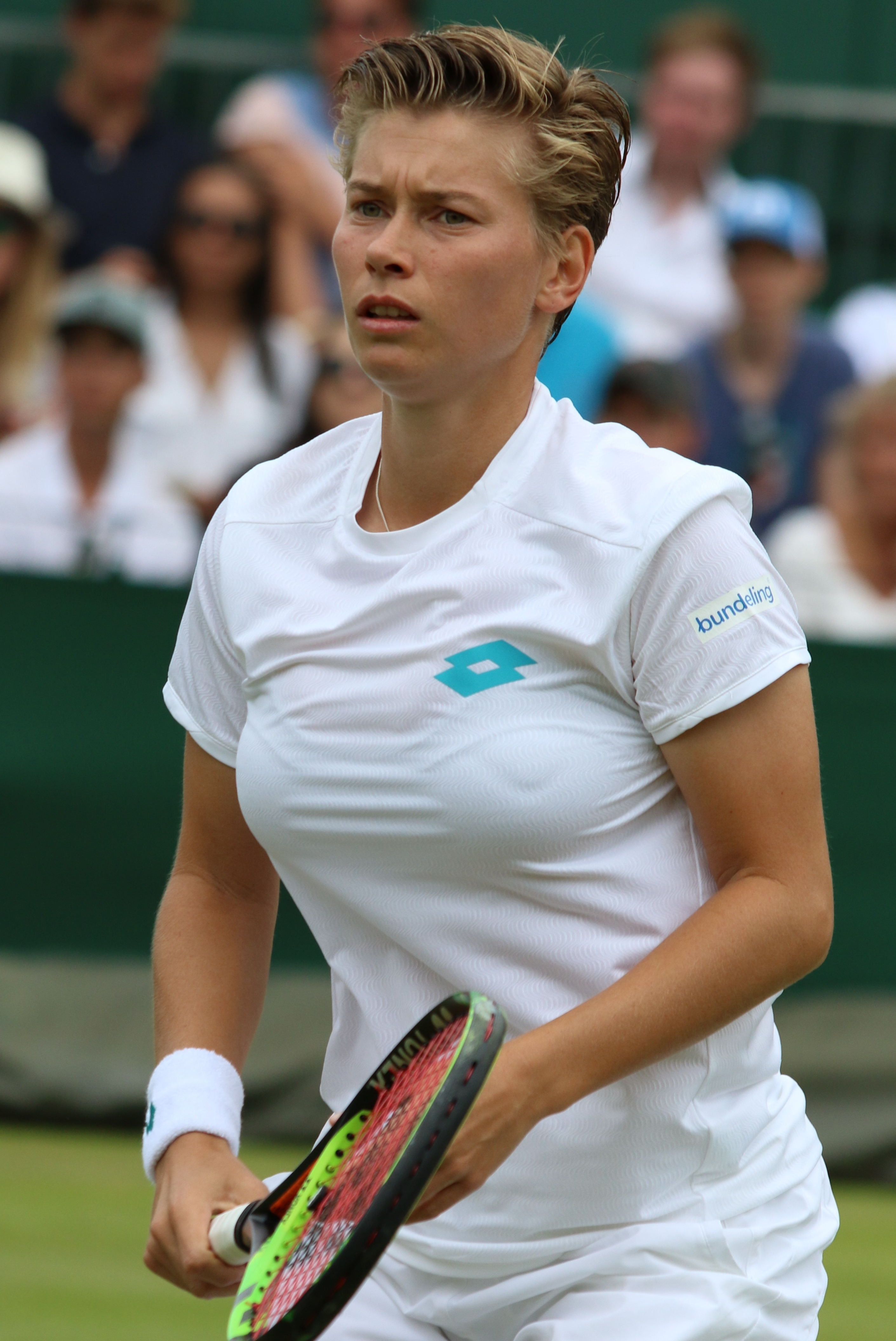
Demi Schuurs (* 1993)

- Schuurs, Perr (* 1999), niederländischer Fußballspieler